# Nalžovické Podhájí
Nalžovické Podhájí je malá vesnice, část obce Nalžovice v okrese Příbram ve Středočeském kraji. Nachází se asi dva kilometry severně od Nalžovic, nedaleko od vodní nádrže Slapy. V roce 2011 zde trvale žilo čtyřicet obyvatel.
Nalžovické Podhájí je také název katastrálního území o rozloze 9,5 km². V katastrálním území Nalžovické Podhájí leží i Hluboká a Oboz.

## Historie
První písemná zmínka o vesnici pochází z roku 1413. Západně od Nalžovického Podhájí se nacházejí dvě archeologické lokality: tvrziště Velké kolo a hradiště Malé kolo. Z těchto lokalit pocházejí četné archeologické nálezy, včetně mincí a dalších předmětů.
Za druhé světové války se ves stala součástí vojenského cvičiště Zbraní SS Benešov a její obyvatelé se museli 31. října 1943 vystěhovat.

## Obyvatelstvo
| Rok            | 1869 | 1880 | 1890 | 1900 | 1910 | 1921 | 1930 | 1950 | 1961 | 1970 | 1980 | 1991 | 2001 | 2011 | 2021 |
| -------------- | ---- | ---- | ---- | ---- | ---- | ---- | ---- | ---- | ---- | ---- | ---- | ---- | ---- | ---- | ---- |
| Počet obyvatel | 139  | 149  | 149  | 151  | 141  | 135  | 123  | 89   | 83   | 76   | 76   | 45   | 41   | 40   | 47   |
| Počet domů     | 25   | 25   | 27   | 27   | 27   | 26   | 27   | 26   | 26   | 25   | 24   | 24   | 25   | 25   | 28   |

## Pamětihodnosti
- Asi 600 metrů severovýchodně od vesnice se v poloze zvané Na Hradě (též Hradiště či Na Hradišti) dochovaly pozůstatky hradiště osídleného zejména v raném středověku.[9]
- K památkově chráněným lokalitám patří také tzv. Malé Kolo a Velké Kolo. Malé Kolo bylo osídlené v eneolitu. Stopy případného pravěkého opevnění zde však zcela zanikly při výstavbě tvrze ve třináctém století. Velké Kolo se nachází na vrchu Hradiště (386 metrů) a také zde stávala středověká tvrz.[9]
- K nejasným objektům patří 600 metrů dlouhý kamenný násep v úbočí Stříbrného vrchu a ostrožna (363 metrů) nad soutokem Musíku s Vltavou, kde se údajně mělo nacházet další valové opevnění.[9]

## Galerie

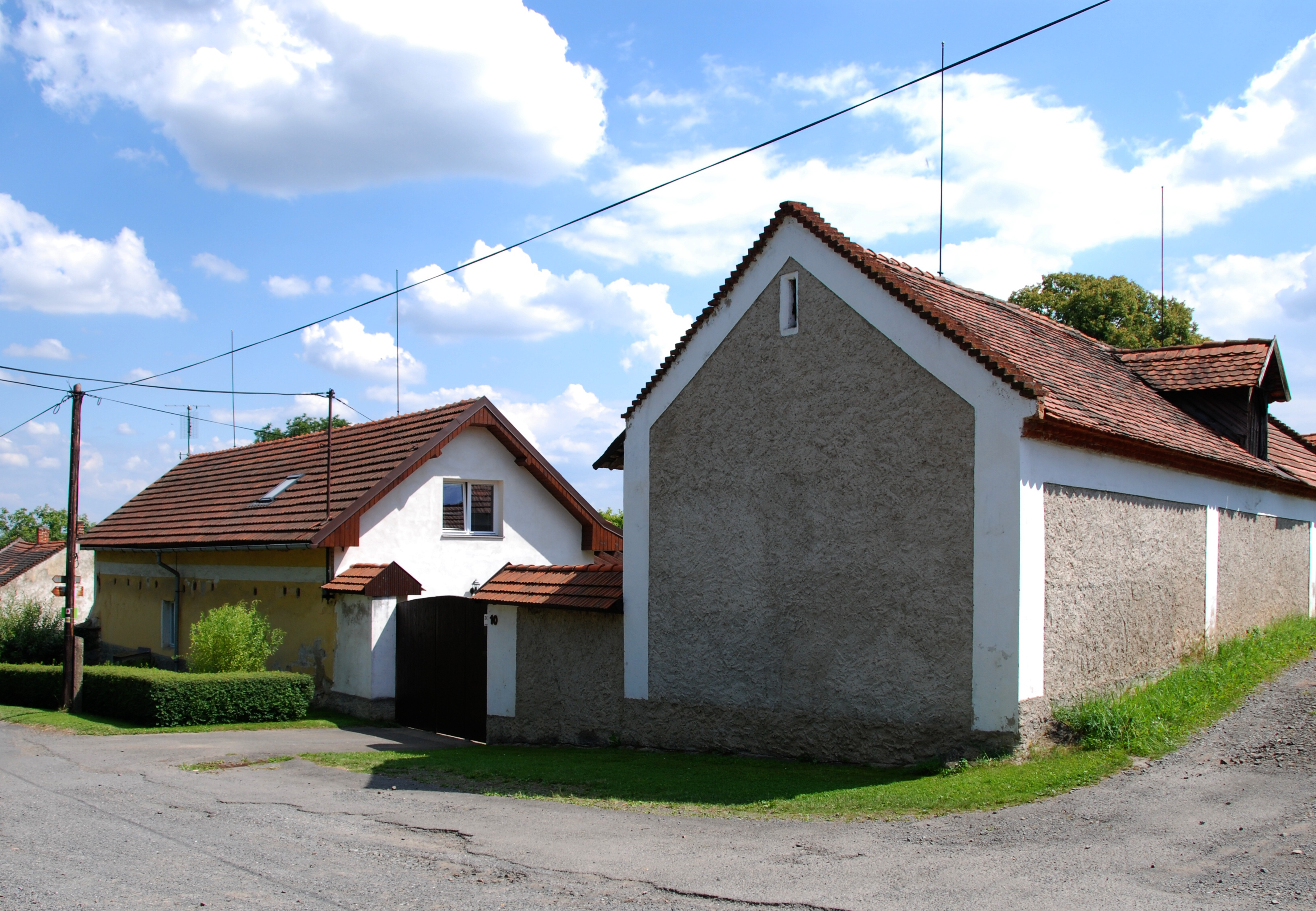
Domy
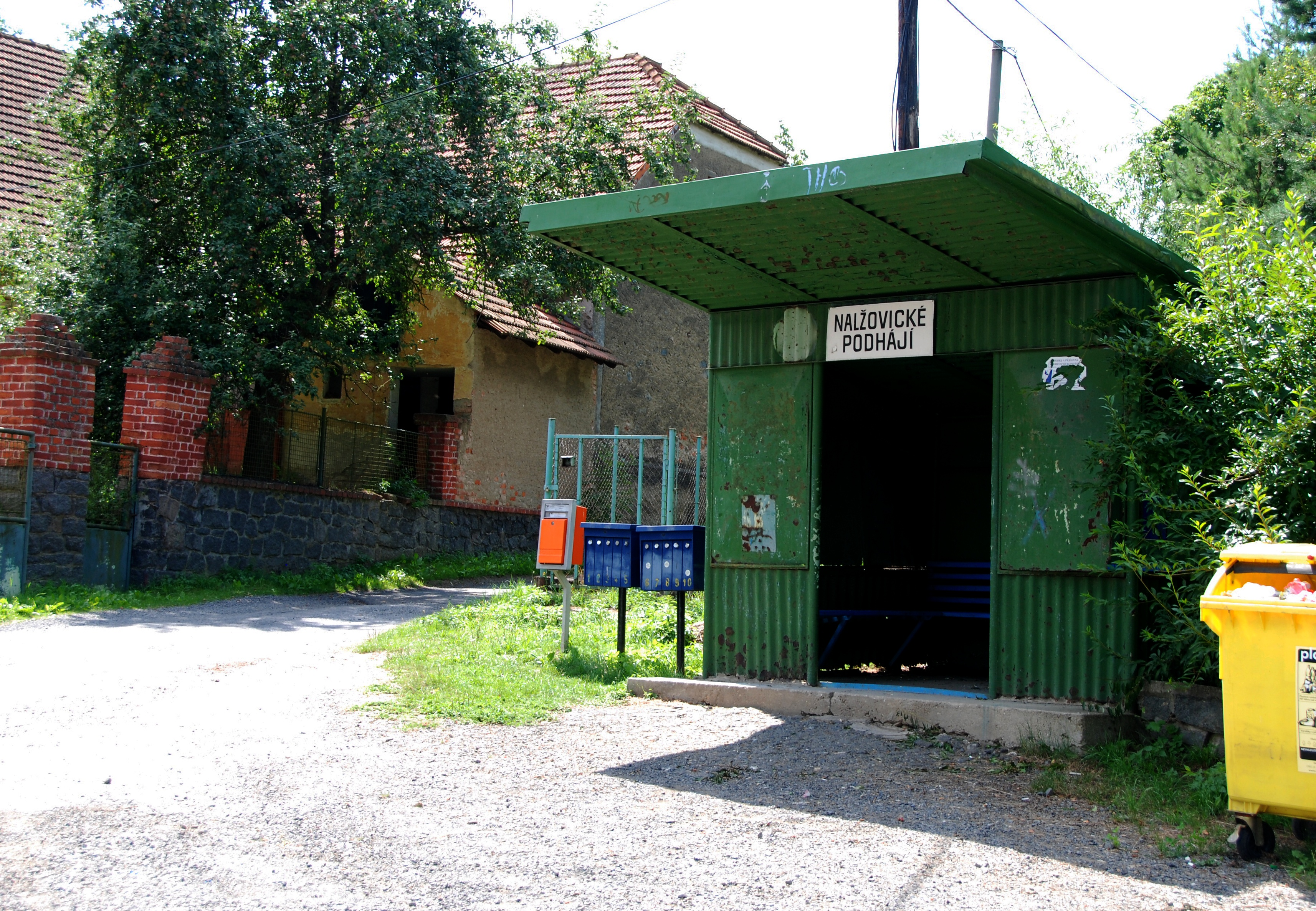
Stará autobusová zastávka v roce 2010
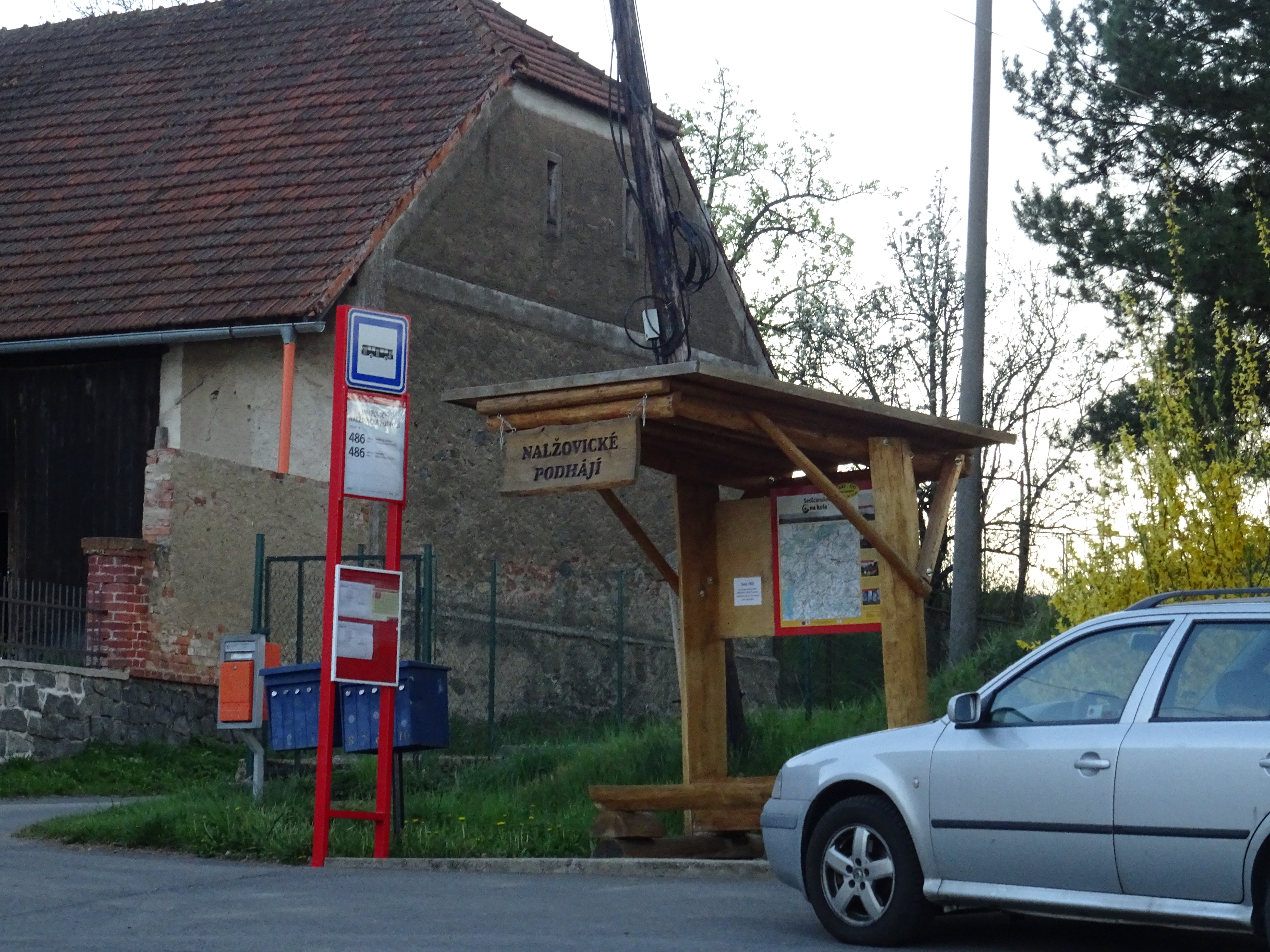
Dřevěná autobusová zastávka v roce 2019
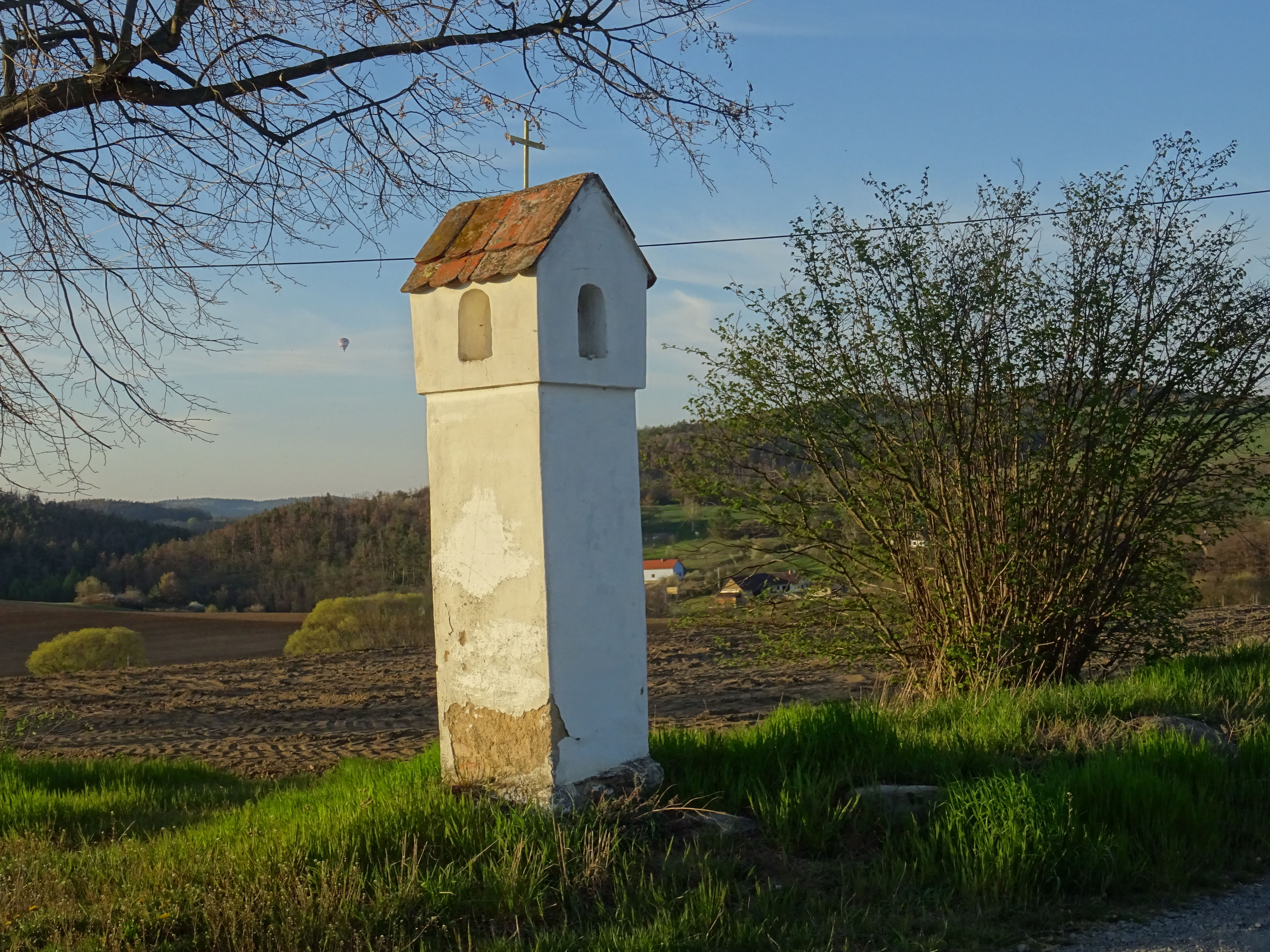